# Pikovaja dama (film, 1910)
För andra betydelser, se Spader dam (olika betydelser).
Pikovaja dama (ryska: Пиковая дама) är en rysk dramafilm från 1910, regisserad av Pjotr Tjardynin. Handlingen i filmen är närmare baserad på librettot i Tjajkovskijs opera med samma namn än Pusjkins ursprungliga novell "Spader dam".

## Rollista
- Pavel Birjukov – Hermann
- Aleksandra Gonjharova – Lizaveta Ivanovna
- Antonina Pozjarskaja – grevinnan
- Andrej Gromov – greve Tomskij